# Jean Sévillia

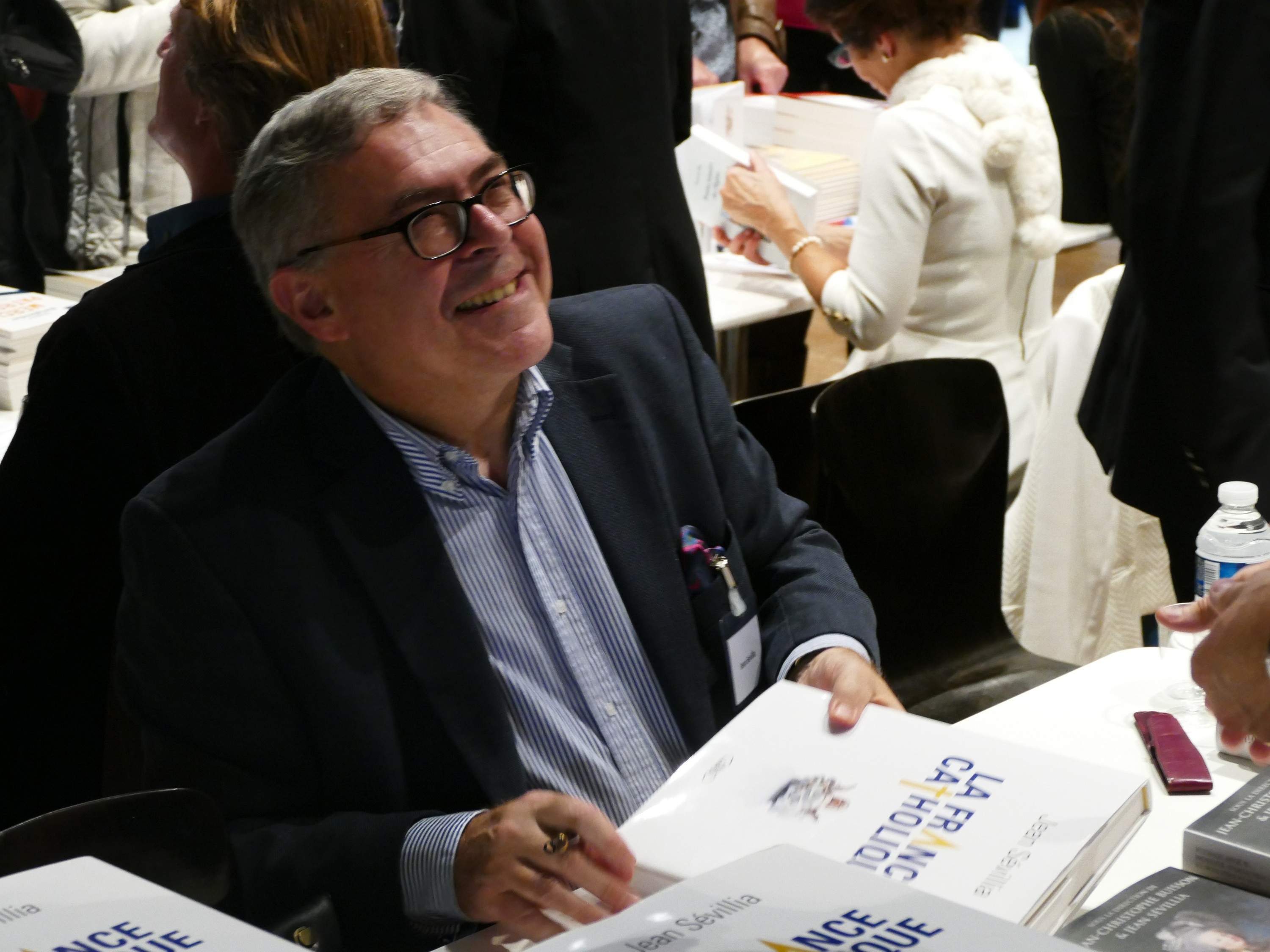
Jean Sévillia

Jean Sévillia (Parijs, 14 september 1952) is een Franse journalist en historicus.
De katholiek Jean Sévillia is adjunct-hoofdredacteur bij Le Figaro Magazine en staat te boek als een conservatief en rechts denker.
Naast enkele biografieën, onder meer van Andreas Hofer en van Zita van Bourbon-Parma, publiceerde hij diverse spraakmakende essays over intellectuele eerlijkheid en de druk die volgens hem dikwijls wordt uitgeoefend op journalisten en historici die de geschiedenis en de waarheid geen geweld wensen aan te doen. 
Boeken zoals Le Terrorisme intellectuel, de 1945 à nos jours ("Het intellectuele terrorisme van 1945 tot aan onze dagen") en Historiquement correct ("Historisch correct") vonden mede dankzij de toegankelijke schrijfstijl van Sévillia hun weg naar het grote publiek en werden bestsellers.
Jean Sévillia is vaak te horen op Radio Courtoisie.
- Bibsys: 4061922
- Bibliothèque nationale de France: cb12192240r (data)
- CiNii: DA18902164
- Gemeinsame Normdatei: 120550490
- International Standard Name Identifier: 0000 0001 0915 4290
- Library of Congress Control Number: n91040911
- Bibliotheek van het Japanse parlement: 001259709
- Nationale Bibliotheek van Tsjechië: xx0125332
- Nationale Bibliotheek van Israël: 987007332086905171
- Nederlandse Thesaurus van Auteursnamen: 267294425
- Système universitaire de documentation: 030524938
- Virtual International Authority File: 73899375
- WorldCat: E39PBJhRJWCfGxWJ3KPRrbymVC